# Чемпионат СССР по классической борьбе 1972
41-й Чемпионат СССР по классической борьбе проходил в Ульяновске с 4 по 8 мая 1972 года. В соревнованиях участвовало 187 борцов. Главный судья — В. В. Скоков.

## Медалисты
| Весовая категория   | Золото                                             | Серебро                                     | Бронза                                        |
| ------------------- | -------------------------------------------------- | ------------------------------------------- | --------------------------------------------- |
| Наилегчайший вес    | Алексей Шумаков «Буревестник» (Красноярск)         | Валерий Чавка «Спартак» (Саратов)           | Николай Хитряков «Красное Знамя» (Витебск)    |
| Легчайший вес       | Валерий Арутюнов «Динамо» (Ереван)                 | Владимир Шатунов «Динамо» (Киров)           | Клим Олзоев «Локомотив» (Улан-Удэ)            |
| Полулёгкий вес      | Фаргат Мустафин Вооружённые Силы (Москва)          | Николай Ощепков «Спартак» (Курган)          | Виктор Трифонов «Буревестник» (Москва)        |
| Лёгкий вес          | Джемал Мегрелишвили «Динамо» (Тбилиси)             | Нельсон Давидян «Динамо» (Грозный)          | Анатолий Кавкаев Вооружённые Силы (Москва)    |
| 1-й полусредний вес | Шамиль Хисамутдинов «Спартак» (Московская область) | Александр Зобков «Динамо» (Ульяновск)       | Велиджан Умеров «Авангард» (Запорожье)        |
| 2-й полусредний вес | Вячеслав Мкртычев «Трудовые резервы» (Баку)        | Имант Клинтсон «Даугава» (Рига)             | Лев Вразовский «Динамо» (Ульяновск)           |
| 1-й средний вес     | Владимир Косухин «Спартак» (Краснодар)             | Олев Кииренд «Динамо» (Таллин)              | Валерий Булынко «Красное Знамя» (Минск)       |
| 2-й средний вес     | Валерий Резанцев «Динамо» (Алма-Ата)               | Я. Жельвс Вооружённые Силы (Рига)           | Ильдар Гафаров «Трудовые резервы» (Караганда) |
| Полутяжёлый вес     | Василий Меркулов «Спартак» (Воронеж)               | Алексей Кармацких «Динамо» (Киев)           | Евгений Артюхин Вооружённые Силы (Москва)     |
| Тяжёлый вес         | Анатолий Зеленко «Красное Знамя» (Минск)           | Анатолий Рощин Вооружённые Силы (Ленинград) | Александр Мотин Вооружённые Силы (Алма-Ата)   |